# Makazole Mapimpi
Makazole Drex Mapimpi (* 26. července 1990 Tsholomnqa) je jihoafrický ragbista hrající za jihoafrický klub Sharks v soutěži United Rugby Championship. Jeho nejpreferovanější pozice je křídlo.
S jihoafrickou reprezentací se stal mistrem světa v roce 2019 a 2023. Na MS 2019 se stal prvním hráčem za JAR, který položil pětku ve finále světového ragbyového šampionátu. Ve stejném roce a v roce 2024 vyhrál i Rugby Championship (soutěž pro Nový Zéland, JAR, Argentinu a Austrálii.) V roce 2021 byl světovou ragbyovou asociací vybrán do nejlepší sestavy roku.